# Ogdoconta atomaria
Ogdoconta atomaria är en fjärilsart som beskrevs av Walker 1865. Ogdoconta atomaria ingår i släktet Ogdoconta och familjen nattflyn. Inga underarter finns listade i Catalogue of Life.